# Bassel al-Assad
Pour les articles homonymes, voir al-Assad.
 (juin 2014).
Si vous disposez d'ouvrages ou d'articles de référence ou si vous connaissez des sites web de qualité traitant du thème abordé ici, merci de compléter l'article en donnant les références utiles à sa vérifiabilité et en les liant à la section « Notes et références ».
Bassel al-Assad (en arabe : باسل الأسد, Basīl al-Asad), né le 23 mars 1962 à Damas et mort le 21 janvier 1994 dans la même ville, dans un accident de voiture, est le fils ainé du président syrien, Hafez al-Assad.

## Biographie
Dès son enfance, Bassel al-Assad est élevé dans le but d'être un jour l'héritier de son père, Hafez al-Assad, à la présidence de la République syrienne, bien que ce dernier soit initialement réservé à ce sujet.
Tout en étant chef de la garde présidentielle, il mène dans le pays un programme officiel de lutte contre la corruption interne au régime. Il apparaît régulièrement dans des réceptions officielles en uniforme militaire, pour signaler l'engagement de l'État aux côtés des forces armées.
En 1992, il participe à un championnat d'équitation en tant que meneur de l'équipe nationale syrienne. Alors qu'il rate son passage au saut d'obstacles, son coéquipier Adnan Qassar réussit à faire triompher l'équipe et s'impose comme capitaine. Par la suite, ce dernier est accusé d'avoir voulu faire assassiner Bassel après que des explosifs aient été retrouvés dans son sac. Immédiatement arrêté et emprisonné, il est par la suite torturé chaque année pendant 21 ans à la date commémorant la mort de Bassel, avant d'être libéré en 2014 par Bachar el-Assad. 
Le 21 janvier 1994, Bassel meurt dans un accident au volant de sa voiture, près de l'aéroport international de Damas ; la cause de l'accident serait une vitesse trop élevée.
Il est enterré dans un mausolée à Qardaha, aux côtés de son père, dans la ville natale de ce dernier, berceau de la famille al-Assad.
Hafez al-Assad choisit alors de faire de son autre fils, Bachar, son héritier. Celui-ci, étudiant en médecine, fait à l'époque sa spécialité à Londres en ophtalmologie. Tenu éloigné jusque-là de l'exercice du pouvoir, il ne dispose alors pas d'expérience politique.

## Postérité
Le culte de la personnalité de Bassel, organisé par le régime baasiste, n'a pas cessé à sa mort. Les médias syriens l'ont alors surnommé « Bassel le martyr » (en arabe : باسل الشهيد, Bāsil aš-Šahīd) et de nombreuses places et rues portent son nom. 
Bassel dispose également de statues à son effigie dans de nombreuses villes syriennes — un grand nombre ont été abattues lors de la chute du régime Assad — et il est souvent représenté dans des affiches publiques aux côtés de son père et de son frère. Ses talents de cavalier sont souvent mis en avant par le régime, bien qu'il soit « bon cavalier sans plus » selon ses proches.